# General Alvarado (Salta)
General Alvarado es un pueblo y localidad argentina.

## Ubicación
General Alvarado es un pueblo de la provincia de Provincia de Salta, situado a 3704 metros de altura, 7 km al sur de la ciudad de Salta. Comprende los barrios Santa Ana, Docente, Los Tarcos, Portal y Poder Judicial. En él se ubican también el Club deportivo "Cachorros", el Cementerio Nuestra Señora de la Paz y el Aeropuerto Internacional "El Aybal".
La Estación General Alvarado se encuentra sin operaciones de pasajeros. Sus vías corresponden al Ramal C13 del Ferrocarril General Belgrano.
Junto a la estación de trenes se encuentra la empresa de productos químicos Saenz. Siguiendo por la misma avenida de entrada principal una industria minera y los Molinos Cañuelas, en sentido opuesto: la cooperativa de tabacos COPROTAB.
El Aeropuerto Internacional Martín Miguel de Güemes es un aeropuerto que se encuentra ubicado a 7 km hacia el suroeste del centro de la Ciudad de Salta, capital de la provincia homónima, en la República Argentina. En el año 2014 transitaron más de 745.000 pasajeros por la aeroestación, posicionándose como la más importante del noroeste argentino y séptima a nivel nacional. En este aeropuerto tiene sede la Sección de Aviación de Montaña 5 del Ejército Argentino.
- Datos: Q21059726